# 守屋栄夫
守屋 栄夫（もりや えいふ、守屋 榮夫、明治17年（1884年）11月8日 - 昭和48年（1973年）2月1日）は、日本の内務官僚、政治家、弁護士、歌人。衆議院議員、宮城県塩竈市長。宮城県平民。
元駐アフガニスタン公使守屋和郎の兄。元防衛事務次官守屋武昌の父。

## 生涯

### 出生から学生時代まで
明治17年（1884年）、宮城県遠田郡に生まれた。守屋徳郎の長男。宮城県古川高等学校卒業。二高を経て、
明治43年（1910年）東京帝国大学法科大学独法科を卒業。文官高等試験に合格。

### 内務官僚として
内務省に入省。千葉、愛知各県理事官、内務監察官、内務省参事官、朝鮮総督府秘書官、同秘書課長、同庶務部長、内務省社会局社会部長を歴任。
1925年（大正14年）3月、社会局第二部長を務めていた際に、第7回国際労働会議政府代表に前田多門とともに選出。同年5月にジュネーブで開かれた会議に参加した。
1928年（昭和3年）2月3日、依願免本官となり退官した。

### 政治家として

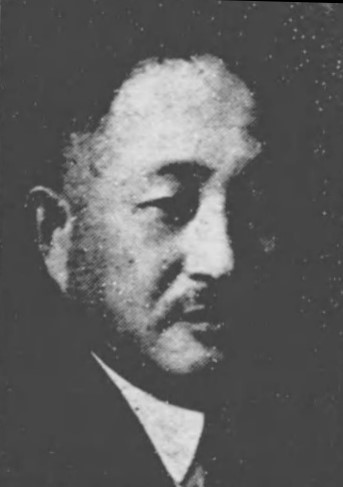
衆議院議員時代に撮影された肖像

昭和3年（1928年）、第16回衆議院議員総選挙に無所属で立候補、初当選して衆議院議員となった。当選後は立憲政友会に入党し、以来連続6回当選した。
昭和9年（1934年）には農林政務次官に就任した。同年岡田内閣が発足して入閣した床次竹二郎・山崎達之輔・内田信也及び内閣審議会委員となった水野錬太郎・望月圭介が除名されると守屋も床次らに従い政友会を離党、1935年（昭和10年）には離党者らと昭和会を結成。2年後に昭和会が解散すると院内会派の第一議員倶楽部に属するが、昭和14年（1939年）に政友会の分裂騒動が発生し、昭和会代議士のうち政友会出身者の大半が政友会革新派（別名・政友会革新同盟。総裁は中島知久平）に合流した時も守屋は政友会革新派に合流しなかった。
太平洋戦争（大東亜戦争）中には、大政翼賛会中央協力会議委員、大日本昭和連盟総裁を務めた。昭和17年（1942年）の第21回衆議院議員総選挙で翼賛政治体制協議会の推薦候補として当選、その後昭和17年（1942年）から昭和21年（1946年）まで宮城県塩竈市長を務めた。塩竈市は昭和16年（1941年）に市制施行したものの市長を決定できず、1942年2月28日に塩竈市会が実施した再選挙で当選した守屋が（開票結果は、守屋栄夫15票、前塩釜町長・東海林祐五郎12票）初代市長に就任したものだったが、守屋は給与を辞退、無報酬の名誉職として務めた。
終戦後は、旧立憲民政党系・旧政友会革新派系・旧政友会統一派系勢力とともに大日本政治会の後身となる日本進歩党宮城県支部を結成したものの、昭和21年（1946年）1月の公職追放令によって公職追放とされた。1947年に設立された全国療術協同組合(現・全国療術師協会)の会長に就任。追放解除後の昭和27年（1952年）、第25回衆議院議員総選挙に無所属で立候補するも落選、さらに昭和31年（1956年）3月、古川市長選に立候補するも次点に終わり、ついに政界復帰は果たせなかった。昭和48年（1973年）2月に88歳にて死去。塩竈市名誉市民。

## 人物像
栄夫は、政治学者吉野作造と同郷（古川）で吉野の知遇を得た。栄夫は明治42年（1909年）6月、吉野作造の三女光子四歳の誕生日に家を訪ねた。内務官僚として作造の社会事業や朝鮮留学生の援助を側面から支援した。歌人でもあった栄夫は、作造の「一生に大影響を与へし人」内ヶ崎作三郎の胸像除幕式（1956年9月）に臨み「胸ぬちに高き理想を秘めしまま逝きかへらぬ君をしぞ思う」等一五首を奉呈した。
趣味は和歌、釣。宗教は神道。住所は東京都北区西ヶ原、宮城県塩竈市。

## 家族・親族

### 守屋家
（宮城県遠田郡富永村（のち古川市、現大崎市）、塩竈市、東京都）
- 父・徳郎（宮城県平民[5]）
- 母・ひでを（宮城県平民、鈴木平三郎四女[5]）

慶應元年（1865年）6月生 - 没
- 弟

徳夫（実業家）
明治21年（1888年）1月生 - 没
和郎（外交官）
明治26年（1893年）11月生 - 没
節夫
明治33年（1900年）11月生 - 没
- 妹

つらね（宮城県平民、堀越勇吉三男圭介に嫁す）
明治23年（1890年）11月生 - 没
園枝（そのへ）（宮城県、成田一郎に嫁す）
明治31年（1898年）1月生 - 没
- 妻・よしみ（宮城県平民、今野伊織長女[5]）

明治18年（1885年）4月生 - 没
- 男・伴男[7]（政治家、元塩竈市議[13]）

明治39年（1906年）12月生 - 没
- 男・正男[5]

大正元年（1912年）10月生 - 没
- 男・明男[7]（実業家）

大正3年（1914年）11月生 - 没
- 女・照子[7]

大正6年（1917年）8月生 -
- 男・赳男[7]

大正10年（1921年）3月生 -
- 女・萬里子[7]

大正12年（1923年）6月生 -
- 男・武昌（防衛官僚）

昭和19年（1944年）9月生 -

### 親戚
- 渋谷徳三郎（政治家）

## 関連人物
- 吉野作造